# Polyortha glaucotes
Polyortha glaucotes es una especie de polilla de la familia Tortricidae. Se encuentra en Panamá.